# Chauvency-le-Château
Chauvency-le-Château ist eine französische Gemeinde mit 225 Einwohnern (Stand 1. Januar 2022) im Département Meuse in der Region Grand Est (bis 2015 Lothringen). Sie gehört zum Arrondissement Verdun und zum Kanton Montmédy.

## Geografie
Die Gemeinde Chauvency-le-Château liegt an der Chiers, einem Nebenfluss der Maas, wenige Kilometer südlich der Grenze zu Belgien zwischen den Städten Montmédy und Stenay.
Nachbargemeinden von Chauvency-le-Château sind: Chauvency-Saint-Hubert im Norden, Thonnelle und Thonne-le-Thil im Nordosten, Thonne-les-Près im Osten, Vigneul-sous-Montmédy im Südosten, Quincy-Landzécourt im Süden und Brouennes im Westen.

## Geschichte
Im Jahr 1285 organisierten Ludwig V. von Loon, Graf von Chiny, der in Montmédy lebte, und sein Bruder Gerhard, Seigneur de Chauvency, ein prächtiges Fest mit einem Turnier mit Lanzenstechen, zu dem sie mehr als 500 Ritter einluden. Der Troubadour Jacques Bretel hat über dieses Fest einen Bericht verfasst, der mit zahlreichen Wappen und Miniaturen verziert wurde: „Le Tournoi de Chauvency“.

## Bevölkerungsentwicklung
| Jahr      | 1962 | 1968 | 1975 | 1982 | 1990 | 1999 | 2010 | 2019 |
| Einwohner | 350  | 327  | 305  | 298  | 254  | 243  | 270  | 237  |

## Sehenswürdigkeiten
- Kirche Saint-Amand
- Kapelle Notre-Dame-de-la-Libération

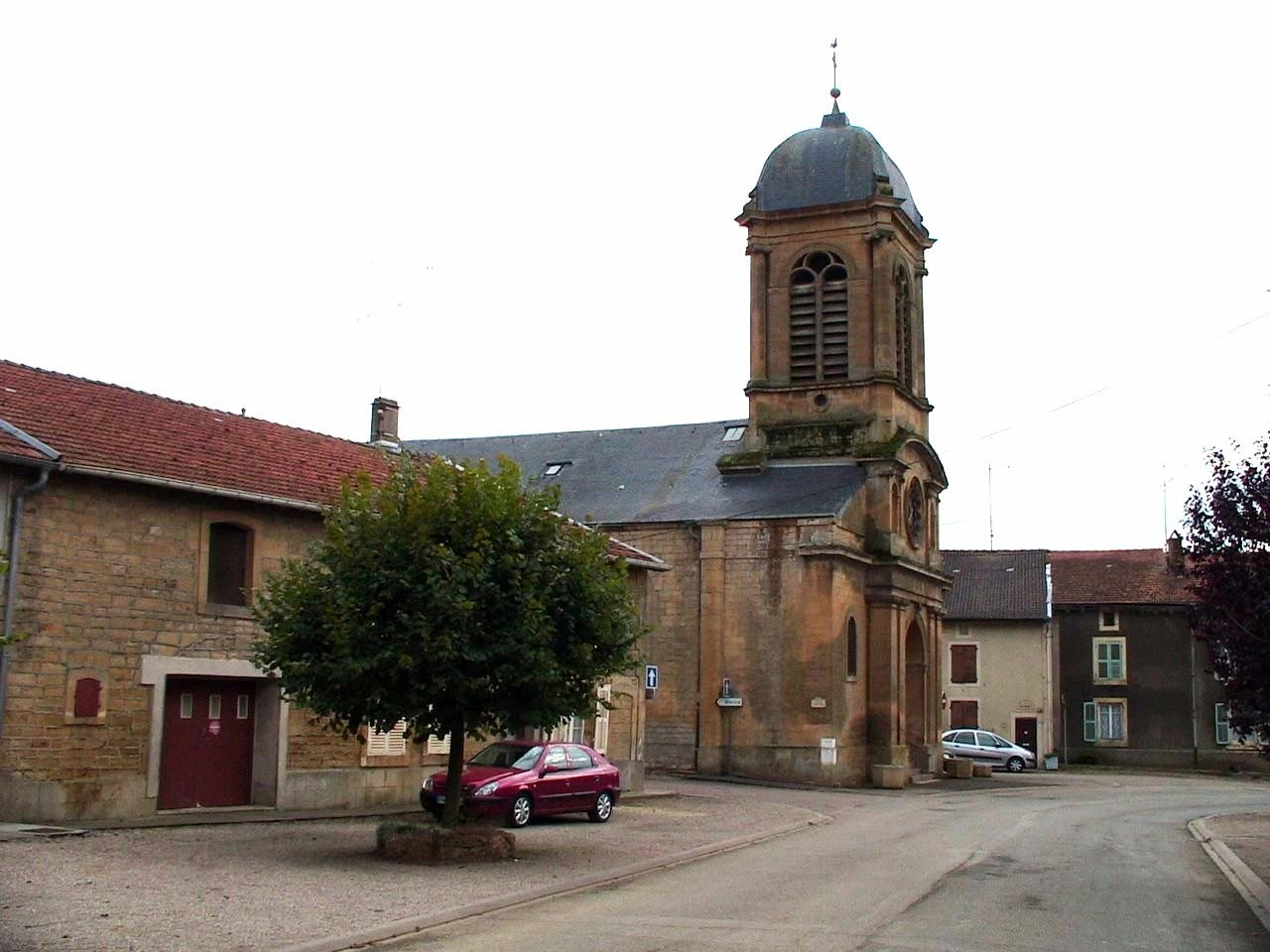
Kirche Saint-Amand
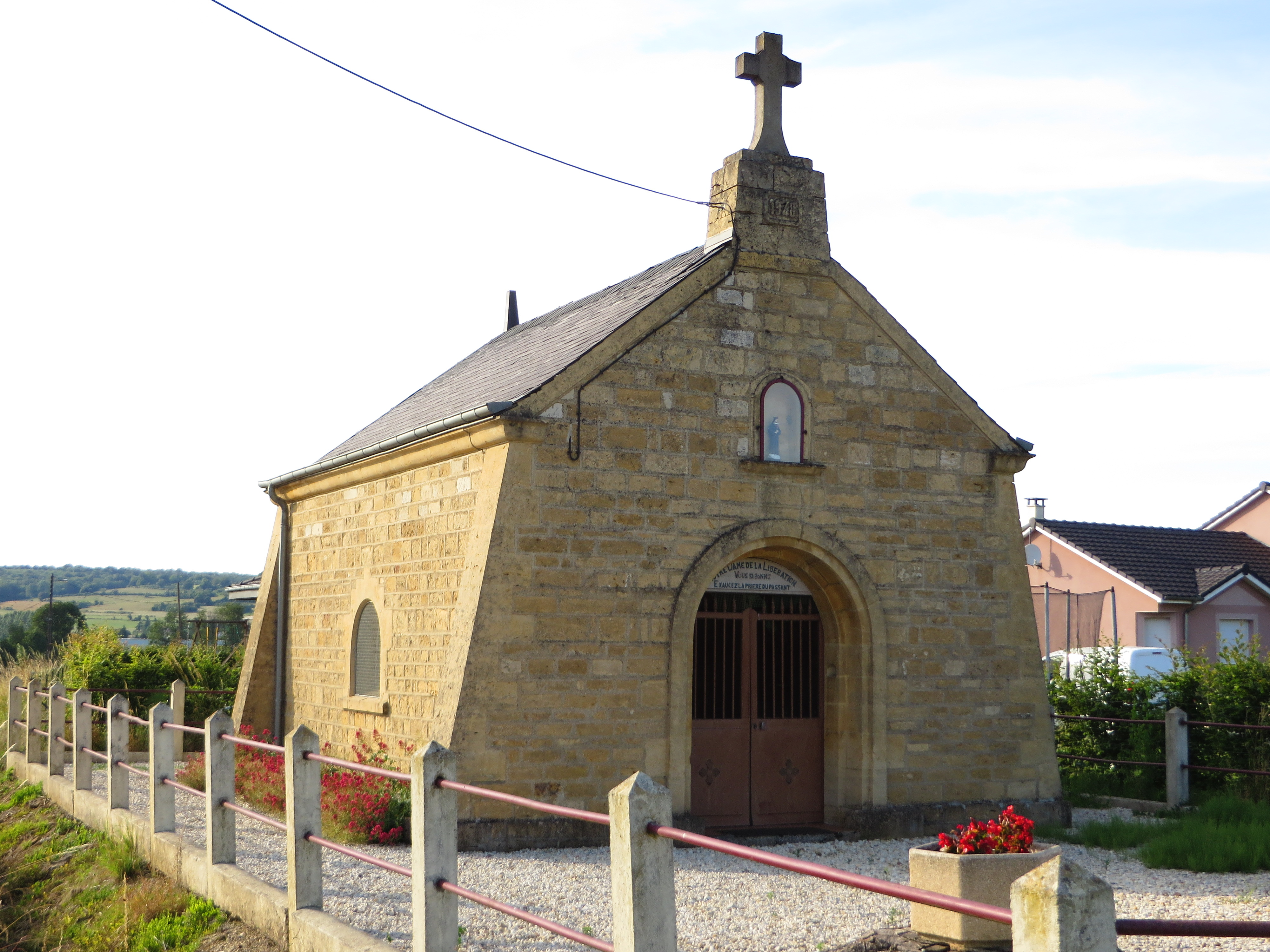
Kapelle Notre-Dame-de-la-Libération